# Le Castor Astral
Le Castor Astral je francouzské nakladatelství.
Bylo založeno roku 1975 Reuzeauem a Marcem Torralbem v Bordeaux. Vydává hudbu, literaturu a poezii.
Mezi pulikovanými autory jsou Emmanuel Bove, Michel Fardoulis-Lagrange, René-Guy Cadou, Alain Absire, André-Marcel Adamek, Daniel Biga, Philippe Blasband, Francis Dannemark, Guy Darol, Patrice Delbourg, Roland Brasseur, Philippe Lacoche, Bernard Morlino, Michel Ohl, Hervé Le Tellier, François Tétreau, Régine Vandamme, a členové sdružení Oulipo.